# Pavonia rupestris
Pavonia rupestris är en malvaväxtart som först beskrevs av Emil Hassler, och fick sitt nu gällande namn av A. Krapovickas, C.L. Cristóbal. Pavonia rupestris ingår i släktet påfågelsmalvor, och familjen malvaväxter. Inga underarter finns listade i Catalogue of Life.